# Drosera regia
Espèce
Classification phylogénétique
La Drosera regia ou Rossolis royal est une plante carnivore de la famille des  Droseraceae.

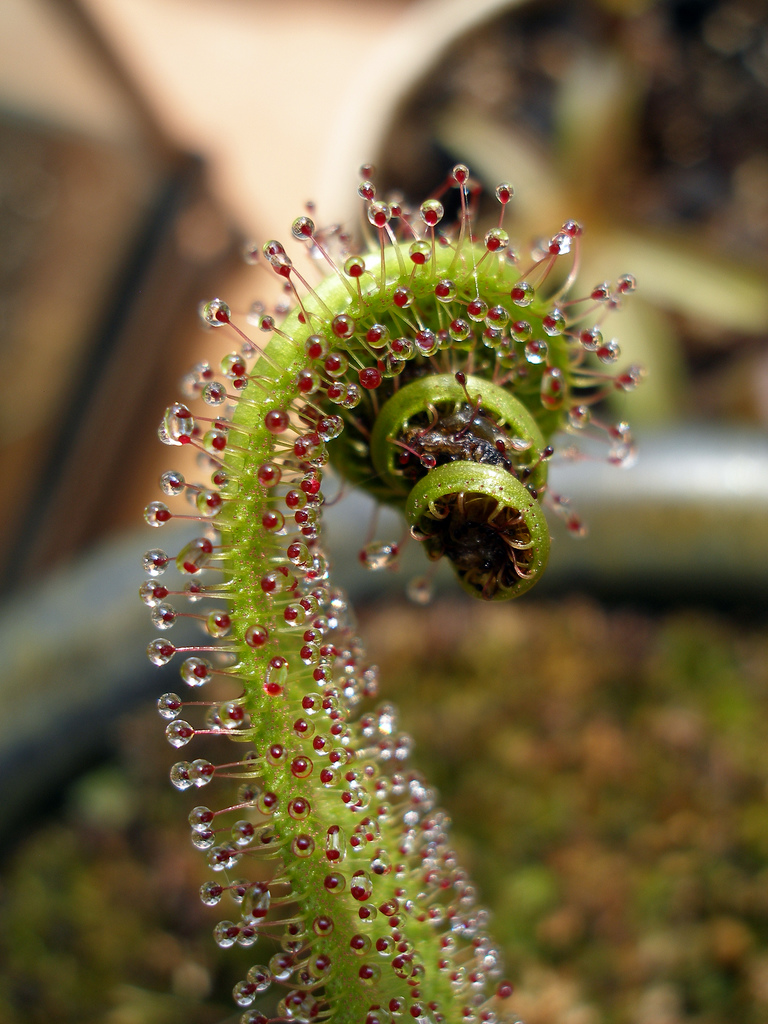
Une feuille enroulée autour d'une proie.

Histoire et étymologie : La description de ce droséra date de 1926, par Stephens. Le nom de la plante provient de son aspect majestueux. Géant incontesté du genre, ses longes feuilles semi-couchées dépassent 70 cm de long.
Taille : plus de 50 cm de haut
Climat : tempéré
Aire naturelle : Afrique du Sud, près du Cap dans une seule vallée, la vallée de Baviaanskloof. C'est une zone montagneuse aux sols sableux et tourbeux avec des ruisseaux.
Description : plante terrestre, vivace. Feuilles linéaires densément couvertes de poils glanduleux. Les grandes fleurs roses sont portées par des hampes florales de 40 cm de haut.